# Payam-e-Zan
 (avril 2023).

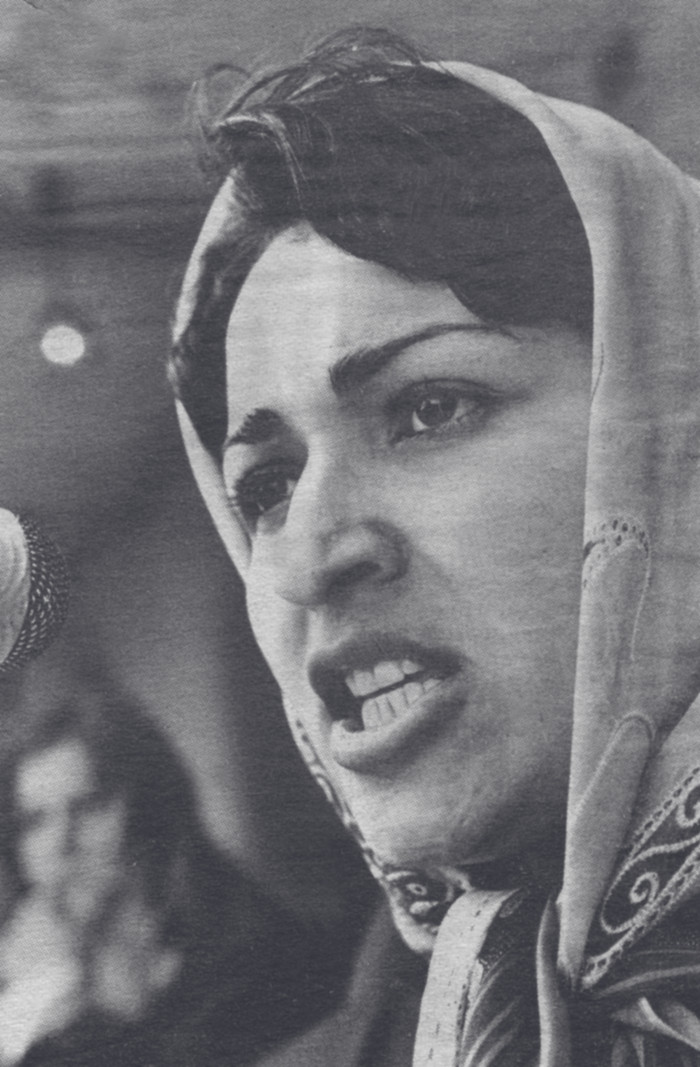
Meena Keshwar Kamal (1956 - 1987), fondatrice de Payam-e-Zan

Payam-e-Zan est un magazine féminin publié en Afghanistan par l'Association révolutionnaire des femmes d'Afghanistan (RAWA). Le sens littéral du nom du magazine est « Message des femmes ». 

## Histoire
Il commence comme une publication trimestrielle en persan / pachto et en ourdou qui se concentre sur les droits des femmes et s'oppose au fondamentalisme à fortes tendances socialistes. Au fil du temps, il devient une source majeure d'informations sur la politique et la société en général. C'est maintenant un magazine en ligne faisant partie du mouvement RAWA.
Le magazine commence sa publication en 1981, fondé par Meena Keshwar Kamal, et est distribué en grande partie par des bénévoles de RAWA qui courent des risques personnels. Généralement, un volontaire se promène sur les marchés au Pakistan et en Afghanistan avec des exemplaires du magazine. Les travailleuses de RAWA ne travaillent généralement pas dans leur ville natale afin d'éviter d'être reconnues et ensuite persécutées.